# Nabor Cornelio Álvarez
Nabor Cornelio Álvarez är en ort i Mexiko.   Den ligger i kommunen Jalpa de Méndez och delstaten Tabasco, i den sydöstra delen av landet, 700 km öster om huvudstaden Mexico City. Nabor Cornelio Álvarez ligger 13 meter över havet och antalet invånare är 211.
Terrängen runt Nabor Cornelio Álvarez är mycket platt. Runt Nabor Cornelio Álvarez är det ganska tätbefolkat, med 160 invånare per kvadratkilometer. Närmaste större samhälle är Comalcalco, 17,9 km nordväst om Nabor Cornelio Álvarez. Trakten runt Nabor Cornelio Álvarez består till största delen av jordbruksmark.